# Melanargia boisduvaliana
Melanargia boisduvaliana är en fjärilsart som beskrevs av Constant Vincent Houlbert 1923. Melanargia boisduvaliana ingår i släktet Melanargia och familjen praktfjärilar. Inga underarter finns listade i Catalogue of Life.